# أرغو تي
أرغو تي Argo Tea هي سلسلة مقاهي شاي أمريكية.
تأسست في شيكاغو، في ولاية إيلينوي في عام 2003. كان لها العديد من الفروع في منطقة شيكاغو الحضرية قبل أن تمد نشاطها إلى مدينة نيويورك في عام 2010، حيث افتتحا أربع أفرع هذا العام، ثم توسعت إلى سانت لويس وبوسطن.
وفي أكتوبر 2011 افتتحت محلات توزيع في أكثر من ثلاثة آلاف محل بقالة.